# Gustav Blumröder
Gustav Blumröder (né le 27 juin 1802 à Nuremberg où il meurt le date de décès 23 décembre 1853 est un psychiatre, homme politique et romancier bavarois qui publia sous les pseudonymes d'Antonius Anthus et Bernhard Brummer.

## Biographie
Blumröder fait ses études de médecine à l'université d'Erlangen, de Berlin, de Vienne et de Paris. Il obtient son diplôme de médecin en 1827 et est nommé médecin militaire et médecin des hôpitaux en 1828.
Il publie une série d'essais sur la psychiatrie. Son ouvrage majeur publié en 1836 est Sur la folie ou Des principes anthropologiques et psychiatriques.
Il écrit des romans, qu'il publie sous pseudonyme, notamment Morano. Un roman à partir des archives du baron D n. (1823) et la comédie Singe de Shakespeare ou de la Vie et de l'Amour (1841), Ein Preislustspiel, comédie (1842). En 1838, il publie Douze conférences divertissantes sur la gastronomie, livre réédité plusieurs fois.
Lors de la révolution de 1848, Blumröder est élu député de sa circonscription au Parlement de Francfort. En 1849, il est arrêté pour sa participation au Parlement croupion de Francfort et est emprisonné durant quatre mois.
Il prend sa retraite en 1850 et retourne dans sa ville natale de Nuremberg où il meurt en 1853.

## Œuvres
- Ueber das Irreseyn, oder anthropologisch-psychiatrische Grundsätze. Für Aerzte und Psychologen. « Sur l'insanité, ou des principes anthropologiques et psychiatriques. À l'usage des médecins et des psychologues. » Otto Wigand, Leipzig 1836 ( Google Book) ;
- Conférences sur la gastronomie . Otto Wigand, Leipzig 1838 (sous le pseudonyme d'Antonius Anthus). Réimpression 2006 : Conférences sur la gastronomie ; La vie est grave, gai est l'art. Avec une postface par Alain Claude Sulzer et vignettes de Stephan Jon Tramèr. Eichborn, Francfort sur le Main, 2006, 316 pages,  (ISBN 978-3-8218-4578-4).